# Stenopterygia firmivena
Stenopterygia firmivena là một loài bướm đêm trong họ Noctuidae.